# Saint-Donan
Saint-Donan è un comune francese di 1 506 abitanti situato nel dipartimento delle Côtes-d'Armor nella regione della Bretagna.

## Società

### Evoluzione demografica
Abitanti censiti